# Kouzovatovo
Kouzovatovo (Кузова́тово) est une commune urbaine de type bourg ouvrier, chef-lieu de l'établissement urbain de Kouzovatovo et du raïon de Kouzovatovo (qui comprend six entités municipales) de l'oblast d'Oulianovsk.

## Étymologie
Son nom vient du nom propre mordve Kouzovat.

## Histoire
L'empereur Nicolas II signe le 24 février 1897 un décret du ministère des chemins de fer autorisant la société de chemin de fer Moscou-Kazan à exproprier des terrains pour la construction d'un chemin de fer de Simbirsk à Vyrypaïevka et de Syzran à Rouzaïevka et près du village de Kouzovatovo, l'on construit la gare de Kouzovatovo.
Un village se forme autour de la gare en 1898. Il fait partie de la volost de Kouzovatovo en 1913.
En 1924, le village de la gare de Kouzovatovo fait partie de l'ouïezd de Syzran du gouvernement d'Oulianovsk. En 1935, il devient le siège du nouveau raïon (arrondissement) de Kouzovatovo.
Pour différencier le village originel de Kouzovatovo du bourg de Kouzovatovo près de la gare, on nomme le premier Kouzovatovo-1 et le second, Kouzovatovo-2.
Kouzovatovo-2 devient en 1957 simplement Kouzovatovo avec le statut de bourg ouvrier. Il devient le siège administratif de l'établissement urbain de Kouzovatovo en 2005.

## Population
| Année | Habitants |
| ----- | --------- |
| 1959  | 5000      |
| 1970  | 6906      |
| 1979  | 6818      |
| 1989  | 8034      |
| 2002  | 8683      |
| 2010  | 8022      |
| 2017  | 7620      |
| 2021  | 7325      |

## Infrastructures
Le bourg possède trois jardins d'enfants, trois écoles secondaires, une école d'art pour la jeunesse, un centre de jeunesse, une école de sport, un collège technique inauguré en 1952, un hôpital d'arrondissement, une maison de la culture, un centre d'assistance sociale, une usine de produits laitiers (Vita), une usine agro-alimentaire, etc.

## Lieux à visiter
- Le monument aux héros de l'Union soviétique (1973)
- Le monument aux morts de la Grande Guerre patriotique (1973[9] et 1989[10])

Il existe aussi des édifices ou lieux inscrits au patrimoine architectural régional:
- Le château d'eau construit en 1898 et symbole du bourg
- Les restes en ruines de l'église Saint-Nicolas (1880) se trouvent dans le village de Kouzovatovo à côté.
- Le pont-tunnel sous le chemin de fer datant de 1897[11]
- Le parc pour l'enfance « Les contes du sculpteur Sorokine »[12].

Il existe aussi des lieux naturels protégés comme les sources de la rivière Sviaga et le bouleau de Carélie.